# Abdallah ibn Abbas ibn al-Fadl
Abdallah ibn Abbas ibn al-Fadl (fl. IX secolo) è stato un wali aghlabide della Sicilia.
Era figlio di Abbas che aveva governato la Sicilia fino all'861. Subentrò per pochi mesi alla carica di wali, sostituendo lo zio di suo padre, Ahmad che fu deposto direttamente dal popolo.
Il generale di ʿAbd Allāh, Rabāḥ, fu in grado di conquistare alcune fortezze bizantine, nonostante una sconfitta iniziale in battaglia. L'elevazione di ʿAbd Allāh, tuttavia, non fu riconosciuta dagli Aghlabidi, e fu sostituito nel giugno 862, dopo soli cinque mesi, da Khafāja ibn Sufyān.